# 미스터리 과학 극장 3000
미스터리 과학 극장 3000(Mystery Science Theater 3000)는 1988년 11월 24일부터 1999년 8월 8일까지 미국 KTMA-TV(미니애폴리스, 지금 WUCW-TV), 코미디 센트럴, 공상 과학 채널에서 방송되었다. 197개 에피소드가 방영되었다.

## 같이 보기
- 키치
- 캠프 (양식)
- 컬트 영화